# Tilesia baccata
Tilesia baccata, ou margaridinha-de-fruta, é uma espécie do gênero Tilesia, da família Asteraceae.  É a única espécie dessa família que tem dispersão de sementes por pássaros nos neotrópicos, sendo polinizada por insetos.

## Taxonomia
A espécie foi descrita em 1996 por John Francis Pruski. 
São conhecidas as seguintes subspécies de Tilesia baccata (L.) Pruski:  
- Tilesia baccata (L.) Pruski var. baccata

- Tilesia baccata (L.) Pruski var. discoidea

Os seguintes sinônimos já foram catalogados:  
- Wulffia maculata  ( Ker Gawl. ) DC.
- Wulffia scandens  DC.
- Wulffia stenoglossa  (DC.) Huber
- Wulffia baccata  (L.) Kuntze

## Forma de vida
É uma espécie terrícola e arbustiva. 

## Descrição
Arbusto escandente, às vezes com ramos decumbentes, ca. de de 1 a 4 metros de altura. Capítulos em dicásios ou em cimeiras simples ou paniculiformes, terminais, discóides ou radiados. Ela tem flores amarelas. Flores do disco de de 7 a 8 milímetros de comprimento; corola de de 4 a 5,5 milímetros  de comprimento (tubo com cerca de 1 milímetros de comprimento), lacínias pubescentes, amarela; anteras com cerca de 2,5 milímetros de comprimento, amarelas. Tem cipselas de 3–4 milímetros de comprimento, oblanceoloides ou obovoides, glabras, verdes, castanhas ou enegrecidas quando secas. 

## Distribuição
A espécie é encontrada em todos os estados do Brasil. 
Em termos ecológicos, é encontrada nos  domínios fitogeográficos de Floresta Amazônica, Caatinga, Cerrado e Mata Atlântica, em regiões com vegetação de áreas antrópicas, caatinga, cerrado, floresta de terra firme, floresta estacional decidual, floresta ombrófila pluvial, mata de araucária e restinga.